# Старе Липове
Старе Липове — колишнє село Новогеоргіївського району Кіровоградської області. В 1959 році територія села затоплена водами Кременчуцького водосховища, а його мешканці переселені в інший населений пункт.

## Географія
Село межувало на північному заході з хутором Королівка, на південному заході з хутором Клочків, селами Калаборок та Новолипине. На північному сході на лівому березі Дніпра знаходилося село Максимівка.

## Історія

Старе Липове на мапі Шуберта Ф. Ф., 1877 р.

1863 р. Липове, село в 3-х верстах на північ від м. Крилова, при струмку Калабарке або Довжку. Називається Новолиповим, на відміну від старого Липового, розташованого біля ріки Дніпрі, в 3-х верстах на схід від. Жителів обох статей в обох Липових 1785; в 1808 році вважалося в 44 дворах жителів обох статей 661. У давній час Липове знаходилося ще на схід, де нині коса, звана Гусина. У 1740 році вода, постійно підмиваючи правий берег, відірвала до 700 десятин землі, зруйнувала дві церкви, змусила жителів віддалитися від берега і заснувати Новолипове, далеко (2 версти) від берега. Пункт у Гусячої коси на березі Дніпра, по барометричним вимірам, знайдений самим нижчим в Київській губернії, тому що підноситься над поверхнею моря лише на 31 сажень, тоді як у Києва поверхню річки Дніпра на 10-ть сажнів вище.
Церква в ім'я Іоанна Предтечі усікновення глави, дерев'яна, 5-го класу; землі мала 38 десятин; побудована в 1796 році; але існувала і раніше церква, тому що по актам церковним відомі священики з 1726 року за церкви Покрова Пресвятої Богородиці, а за переказами дві колишні церкви в старому Липовому підмито Дніпром, з яких одна перевезена з Калантаїва раніше 1724 року, а інша була побудована 1759 року . Церква відрізняється дуже пристойними начинням і ризницею // Сказания о населенных местностях Киевской губернии или Статистические, исторические и церковные заметки о всех деревнях, селах, местечках и городах, в пределах губернии находящихся/ Собрал Л. Похилевич. — Біла Церква: Видавець О. В. Пшонківський, 205. -с. 526
У 1885 році Липове, колишнє державне село при Дніпрі за 35 верст від повітового міста. В селі було 278 дворів, де мешкало 1400 осіб. Була православна церква, школа, постоялий будинок і 3 вітряні млини.
У радянські роки, разом із селом Нове Липове та хутором Змитниця, Старе Липове входило до Новолипівської сільської ради.
Клірові відомості, метричні книги, сповідні розписи церкви св. Іоанна Предтечі с. Липове Київського воєв., з 1797 р. Липівської волості Чигиринського пов. Київської губ. зберігаються в ЦДІАК України.